# Sönam Chöglang Langpo
Sönam Choklang Langpo (1438-1505) was de tweede Pänchen lama. Hij werd geboren toen Gendün Drub (De eerste dalai lama: 1391-1474) 47 jaar was.
Sonam Choklang behoorde tot dezelfde familie als Ensapa Lobsang Döndrub, de derde Pänchen Lama.. Sonam werd op jonge leeftijd voor zijn opleiding naar het klooster Ganden in Lhasa gestuurd. De vijfde Ganden tripa Lodro Chokyong gaf hem de naam Sonam Chokyi Langpo (of Sonam Choklang). In Ganden werd hij een diepgaande expert in boeddhistische geschriften, voordat hij terugkeerde naar zijn thuisland in U-Tsang. In Tsang staat hij bekend om het bestellen van een groot metalen Boeddhabeeld en het stichten van een klein klooster genaamd Uding, ook wel genoemd het lagere klooster van Ensa of Wensa. Dit was een hermitage van de Gelug-traditie, bekend vanwege de Wensa-Nyengyu leringen. Hij kreeg postuum de titel van tweede Pänchen Lama, omdat men gelooft dat hij een voorlopige incarnatie was van de vierde Pänchen Lama, Lobsang Chökyi Gyaltsen, en de reïncarnatie van Khädrub Je, die ook postuum de eerste Pänchen Lama werd genoemd..
- Gemeinsame Normdatei: 1060277476
- Virtual International Authority File: 311443793